# 斯皮斯岩
54°25′S 3°29′E / 54.417°S 3.483°E
斯皮斯岩，是南極洲的岩石，位於鮑威特島，處於洛約角東北面0.7公里，在1927年12月由挪威探險隊繪入地圖，由挪威的南極領地管轄。